# Aspen (Svarteborgs socken, Bohuslän)
Aspen är en sjö i Munkedals kommun i Bohuslän och ingår i Enningdalsälvens huvudavrinningsområde. Sjön är 10,5 meter djup, har en yta på 0,672 kvadratkilometer och är belägen 47,2 meter över havet. Sjön avvattnas av vattendraget Rambergsån. Vid provfiske har bland annat abborre, braxen, gädda och löja fångats i sjön.

## Delavrinningsområde
Aspen ingår i det delavrinningsområde (650204-125405) som SMHI kallar för Ovan Långevallsbäcken. Medelhöjden är 92 meter över havet och ytan är 18,73 kvadratkilometer. Det finns inga avrinningsområden uppströms utan avrinningsområdet är högsta punkten. Rambergsån som avvattnar avrinningsområdet har biflödesordning 2, vilket innebär att vattnet flödar genom totalt 2 vattendrag innan det når havet efter 47 kilometer. Avrinningsområdet består mestadels av skog (53 procent), öppen mark (15 procent) och jordbruk (24 procent). Avrinningsområdet har 0,88 kvadratkilometer vattenytor vilket ger det en sjöprocent på 4,7 procent. Bebyggelsen i området täcker en yta av 0,31 kvadratkilometer eller 2 procent av avrinningsområdet.

## Fisk
Vid provfiske har följande fisk fångats i sjön:
- Abborre
- Braxen
- Gädda
- Löja
- Mört
- Sarv
- Sutare